# Thomas Platter le Jeune
Thomas Platter dit le Jeune (Bâle 24 juillet 1574 - 4 décembre 1628) est un botaniste et médecin suisse. C'est le fils d'un second mariage de Thomas Platter le Vieux.

## Biographie
Comme son demi-frère de Félix Platter, né d'un premier mariage de son père, il effectue ses études de médecine à l'université de Montpellier en France. Il quitte Bâle en 1595 pour faire ses études à Montpellier, pour n'en revenir qu'en 1600 en Suisse, après avoir voyagé en Espagne, en France, en Angleterre et aux Pays-Bas. Dans les années 1604 et 1605, Thomas Platter a rédigé dans le dialecte bâlois un journal de voyage, sorte de récit d'initiation, au travers du sud et l'ouest de la France, du nord de l'Espagne et également des Pays-Bas et de l'Angleterre.
Il devient professeur d'anatomie et de botanique en 1614[réf. souhaitée] et de médecine en 1624[réf. souhaitée] à l'université de Bâle en Suisse et termine sa carrière en tant que doyen et recteur. Dans le même temps, il exerce son activité de médecin.